# Eucereon tenellulum
Eucereon tenellulum là một loài bướm đêm thuộc phân họ Arctiinae, họ Erebidae.